# Idstedt
Idstedt (tiếng Đan Mạch: Isted) là một đô thị thuộc huyện Schleswig-Flensburg, bang Schleswig-Holstein, Đức.